# Direitos LGBT na Moldávia
As pessoas LGBTI na Moldávia enfrentam-se a certos desafios legais e sociais não experimentados por outros residentes. Desde a queda da União Soviética, a Igreja Ortodoxa tem tido cada vez maior influência em Moldávia. Ademais, existem restrições no direito de associação das pessoas LGBT.

## Aspectos legais
A maior parte do território da actual Moldávia fazia parte do Império Russo desde 1774, onde já em 1716 o Código Militar tinha proibido a sodomía no exército. Em 1835 Nicolau I estendeu a toda a sociedade civil a proibição do chamado мужеложство (muzhelozhstvo, interpretado como crime de sodomoa masculina) no artigo 995 do Código Civil, castigando-o com até cinco anos de exílio em Sibéria.
A Revolução Russa de 1917 descriminalizou a homossexualidade ao igual que se aprovaram outras medidas progressistas como o divórcio ou o aborto.< No entanto, baixo o novo governo stalinista, a homossexualidade masculina voltou-se a classificar como uma doença mental em 1930 e criminalizou-se em 1934 baixo o artigo 119 do Código Penal com até cinco anos de trabalhos forçados em prisão.
Depois da independência de Moldávia em 1991, aprovou-se um novo Código Penal em 1995 legalizando de novo todas as práticas sexuais consensuais entre adultos.
Nos últimos anos o governo tem promovido algumas medidas de protecção da diversidade sexual numa série de movimentos de aproximação à União Européia. Em 2002 igualou-se a idade de consentimento para relações hetero e homossexuais aos 16 anos. Em 2012 o artigo 7 da Lei para Garantir a Igualdade incluiu a orientação sexual nas protecções no âmbito do emprego, ainda que o governo negou-se a ampliar esta protecção a outras áreas. No entanto, em 2013 uma lei proibiu a propaganda homossexual a semelhança das restrições russas, que foi derogada aos poucos meses. Em 2016 incluíram-se limitações à formação de ONGs que trabalhem temas da orientação sexual.

## Condições sociais
As pessoas LGBTI enfrentam-se habitualmente a rejeição social e a homossexualidade segue sendo um tabu. Existem alguns locais dirigidos à comunidade gay, especialmente na capital.
O primeiro Orgulho LGBT de Moldávia celebrou-se em Chisinau em 2002. Desde então, em numerosas ocasiões tem-se bloqueado sua celebração, tanto por parte das autoridades como desde a própria sociedade civil.

## Tabela Sumária
| Homossexualidade descriminalizada                  | (de 1917 a 1934 como parte da União Soviética; e desde 1995) |
| Idade de consentimento igual                       | (16 anos)                                                    |
| Leis antidiscriminatórias no trabalho/emprego      | Sim                                                          |
| Leis antidiscriminatórias em todas as outras áreas | No                                                           |
| Casamento entre pessoas do mesmo sexo              | No                                                           |
| Aprovação formal para reatribuição de sexo         | Sim                                                          |
| Direito a modificar documentação legal de género   | Sim                                                          |